# 百千さん家のあやかし王子
『百千さん家のあやかし王子』（ももちさんちのあやかしおうじ）は、硝音あやによる日本の漫画作品。『月刊ASUKA』（角川書店→KADOKAWA）にて2013年4月号から2019年10月号まで連載され、続編の『百千さん家のあやかし王子-継-』（ももちさんちのあやかしおうじ つぐ）が『ASUKA』（同社）にて2023年9月号から連載中。
現世と幽世の狭間に建っている百千家を舞台に、家を相続することになった主人公の百千ひまりと妖怪たちの日々を描く。

## あらすじ
赤ん坊の頃事故で両親を亡くし、施設で育った少女・百千ひまりは、16歳の誕生日に送られてきた遺言状によって、旧家・百千家を相続することになった。さっそくひまりは百千家に向かったが、そこには葵・紫・伊勢と名乗る謎の3人組が住んでいた。
実は百千家は現世と異界の狭間に建っている家で、そこには妖怪も沢山住んでいた。近所の住人から「お化け屋敷」と呼ばれるほど摩訶不思議な百千家で、ひまりは妖怪に襲われる。それを助けてくれたのは「鵺」という妖怪に変身した葵だった。

## 登場人物
担当声優はドラマCD版 / テレビアニメ版の順に表記。「 / 」が無い者はアニメ版の担当。
百千ひまり（ももち ひまり）
声 - 藤田咲 / 川井田夏海
本作の主人公。生まれてすぐに両親を事故で失い、天涯孤独の身となっているが、勝ち気で真っ直ぐな性格。その後、施設で育ったが16歳の誕生日に両親からの遺言状に従い現世と異界の狭間に立つ百千家を相続した。百千家の正当な主のため、家からあらゆるものを強制的に追い出す能力を持つ。
七守葵（ななもり あおい）
声 - KENN / 大塚剛央、藤原夏海（幼い葵）
百千家に昔から住むあやかしのまとめ役の少年。7歳の頃に百千家に迷い込み御守様に指名された。あやかし退治などのお役目がある時は鵺に変身する。しかしそれは本来ひまりの役割だったはずらしい。実は生まれた時からあやかしが見えるため、親に見捨てられた過去を持つ。
鵺（ぬえ）
葵の変身後の姿。耳は猫、背中には鳥の羽、狐の尾を持つ異形のあやかし。百千家の守り主「御守様」として、異界から出てくる邪悪なあやかしを退治している。
紫（ゆかり）
声 - 遊佐浩二 / 立花慎之介
葵の仲間で御守様の式神の水蛇。水の能力を持つ。家庭的で優しげだが毒舌な青年。
伊勢（いせ）
声 - 小野友樹（ドラマCD版・テレビアニメ版）
葵のもう1人の仲間で御守様の式神の猩々。炎の能力を持つ。粗野で乱暴な青年。
小妖怪（しょうようかい）
葵・紫・伊勢同様百千家に住むあやかし達。皆ひまりを毛嫌いしている。
火車（かしゃ）
声 - 櫻井孝宏 / 八代拓
葵（鵺）の宿敵で小妖怪たちが恐れるほど位の高いあやかし。様々な事件を起こしている。
那智篁（なち たかむら）
声 - 羽多野渉、下地紫野（幼い那智）
ひまりの担任の国語教師。生徒思いの優しい人物だが、怪しげな品々を集めているオカルトマニアの面もある。実は物語前半の黒幕。葵とは昔からの付き合いで、同類である彼を利用しようと企む。しかし葵の過去を知ったひまりに妨害され、葵達にも倒された。

## 書誌情報
- 硝音あや『百千さん家のあやかし王子』角川書店→KADOKAWA〈あすかコミックスDX〉、全16巻
  1. 2013年7月26日発売[1]、ISBN 978-4-04-120810-6
  2. 2013年10月26日発売[10]、ISBN 978-4-04-120893-9
  3. 2014年2月26日発売[11]、ISBN 978-4-04-121026-0
  4. 2014年6月26日発売[12]、ISBN 978-4-04-101673-2
  5. 2014年10月25日発売[13]、ISBN 978-4-04-102218-4
  6. 2015年2月26日発売[14]、ISBN 978-4-04-102563-5
  7. 2015年6月26日発売[15]、ISBN 978-4-04-103119-3
  8. 2015年10月26日発売[16]、ISBN 978-4-04-103659-4
  9. 2016年6月25日発売[17]、ISBN 978-4-04-104415-5
  10. 2016年11月26日発売[18]、ISBN 978-4-04-105103-0
  11. 2017年3月25日発売[19]、ISBN 978-4-04-105528-1
  12. 2017年8月24日発売[20]、ISBN 978-4-04-106012-4
  13. 2018年3月24日発売[21]、ISBN 978-4-04-106730-7
  14. 2018年10月24日発売[22]、ISBN 978-4-04-107519-7
  15. 2019年4月24日発売[23]、ISBN 978-4-04-108061-0
  16. 2019年10月24日発売[3]、ISBN 978-4-04-108794-7
- 硝音あや『百千さん家のあやかし王子‐継‐』KADOKAWA〈あすかコミックスDX〉、既刊2巻（2025年1月24日現在）
  - 「上ノ巻」2024年2月24日発売[24]、ISBN 978-4-04-114603-3
  - 「中ノ巻」2025年1月24日発売[25]、ISBN 978-4-04-115804-3

## ドラマCD
『月刊ASUKA』の2014年8月号、2015年4月号にドラマCDが付属したほか、別のドラマCDがキャラアニより2014年6月26日、其の弐が2015年3月14日、其の参が2015年6月26日に発売された。

## 舞台
『月刊ASUKA』の2014年12月号で舞台化が発表され、2015年6月10日から14日にかけて銀座博品館劇場にて上演された。

### スタッフ（舞台）
- 原作 - 硝音あや[28]
- 演出 - 滝井サトル[28]
- 脚本 - 葵日向子[28]
- 振付 - 河内達弥[28]
- 歌唱指導 - 市川祐子[28]
- 殺陣・アクション - 宮本親臣[28]
- 舞台監督 - はじり孝奈[28]
- 演出部 - 内山清人[28]、瀬戸元哲[28]
- 照明 - 橋本剛[28]
- 照明オペレーター - 山本尚弘[28]、桜かおり[28]、田村真依子[28]
- 音響 - 宮崎裕之[28]
- 映像 - 浦島啓[28]、吉澤準平[28]
- 映像オペレーター - 伊藤真優子[28]
- 映像制作 - 磯崎愛生[28]、山下永祥[28]、中西伶[28]
- 音楽 - 出来田智史[28]
- 音楽協力 - 入江要介[28]
- 衣装 - ヨシダミホ[28]
- 衣装製作 - 雲出三緒[28]
- 宣伝・舞台ヘアメイク - 小菅美穂子[28]
- 宣伝ヘアメイク助手 - 嘉山花子[28]
- 舞台ヘアメイク助手 - 岡里美[28]
- 大道具チーフ - 川畑信介[28]
- 舞台監督助手 - 武内伸二[28]
- 演出助手 - 撫養佑樹[28]
- 写真 - 坂本貴光[28]
- デザイン - 伊藤誠[28]
- WEB製作 - 野平昌義[28]
- 舞台撮影 - B-string[28]
- 票券 - 潮田塁[28]
- 制作チーフ - 金田愛里[28]
- 制作 - 亀岡奈実[28]、廣井大輔[28]、蛇島マリ[28]
- 広報 - 内藤飛鳥[28]、平山佐知子[28]、滝田佳子[28]、堀田ヤスヨ[28]、霜丘麻衣[28]
- 協力 - 川原あやか[28]、坂井由紀子[28]、菊地優[28]、寺本清子[28]、三輪隆[28]、谷内田信[28]
- 衣裳協力 - 大川原千代子[28]
- 特別協力 - アズリードカンパニー[28]、イマジンスタジオ[28]、aa7[28]、obbligato[28]、OLGA ENTERTAINMENT[28]、キティ[28]、colore[28]、ジャストウェブ[28]、情報労連[28]、Sweets[28]、ソニー・ミュージックアーティスツ[28]、technicute[28]、東京ステップスアーツ[28]、ドルチェスター[28]、ヒラタオフィス[28]、predawn[28]、MamaBA[28]
- 後援 - 角川書店[28]、月刊あすか[28]、グローバルリッチ[28]
- プロデューサー - 植野晴心[28]
- 企画・製作 - サクシードプロジェクト[28]
- 主催 - 舞台「百千さん家のあやかし王子」製作委員[28]

### キャスト（舞台）
- 七守葵 / 鵺 - 斉藤秀翼[7][28]
- 百千ひまり - 白石晴香[28]
- 紫 - 羽場涼介[7][28]
- 伊勢 - 村上幸平[7][28]
- おんもらき / 厨子 - 阿久圭介[7][28]
- 杏 - 野村愛梨[28]
- 火車 - 粕谷佳五[7][28]
- 宮本親臣[28]
- 猪野麻実[28]
- 柳嘉則[28]
- 長谷川彩音[28]
- 内田綾乃[28]
- 岡野さくら[28]
- 鈴木友望[28]
- 松本有紀子[28]
- 漆畑美来[28]
- 森田麻美[28]
- 柳井麗亜[28]
- 前中りょう[28]
- 仲本詩菜[28]
- 中山瞳子[28]
- 篠原和美[28]
- 追木育美[28]
- 久世卓矢[28]
- 川辺貴啓[28]

## テレビアニメ
2023年7月にテレビアニメ化が発表された。2024年1月から3月までTOKYO MXほかにて放送された。

### スタッフ（テレビアニメ）
- 原作 - 硝音あや[5]
- 監督 - ボブ白旗[5]
- シリーズ構成・脚本 - 蒼樹靖子[5]
- キャラクターデザイン - 岡真里子[5]
- キーアニメーター - 菊池隼也[9]
- 和柄デザイン - 水野歌[9]
- プロップデザイン - 森木靖泰、小原渉平
- 美術監督・美術設定 - 田尻健一[9]
- 色彩設計 - 手嶋明美[9]
- 撮影監督 - 青木孝司[9]
- 3D監督 - 小俣美季[9]
- 編集 - 須藤瞳[9]
- 音楽 - 辻田絢菜[5]、狐野智之[5]
- 音響監督 - 菊田浩巳[5]
- 音楽ディレクター - あさのかつひこ
- チーフプロデューサー - 瓜生恭子
- プロデューサー - 山田温美、髙橋佳那子、外川明宏、大和田智之
- アニメーションプロデューサー - 宮腰徹
- 音楽制作・アニメーション制作 - ドライブ[5]
- 製作 - 百千さん家のあやかし王子製作委員会（アニプレックス、クランチロール、ムービック、BS11）

### 主題歌
「鬼灯」
神山羊によるオープニングテーマ。作詞・作曲・編曲は神山羊。
「愛故」
むﾄによるエンディングテーマ。作詞はむﾄ、Fzi、作曲・編曲は福島章嗣。

### 各話リスト
| 話数     | サブタイトル             | 絵コンテ         | 演出             | 作画監督                                                                                                  | 総作画監督          | 初放送日      |
| -------- | ------------------------ | ---------------- | ---------------- | --- | ------------------- | ------------- |
| 其ノ一   | 百千さん家のあやしい人々 | ボブ白旗         | 渡辺正彦         | 清水勝祐 山村俊了 蒼依ふたば 重松しんいち 青野厚司                                                        | 岡真里子 天﨑まなむ | 2024年 1月6日 |
| 其ノ二   | マヨイガ                 | ボブ白旗         | 吉田俊司         | 安達祐輔 山村俊了 吉田和歌子 飯飼一幸                                                                     | 岡真里子 大久保義之 | 1月13日       |
| 其ノ三   | 四人目の友達             | 福島宏之         | おゆなむ         | 蒼依ふたば 亀田朋幸 重松しんいち 清水勝祐 青野厚司 西川真人                                               | 岡真里子 天﨑まなむ | 1月20日       |
| 其ノ四   | 闇に燃えし紅の           | 木村延景         | 木村延景         | 蒼依ふたば 亀田朋幸 安達祐輔 清水勝祐 青野厚司 山村俊了                                                   | 天﨑まなむ          | 1月27日       |
| 其ノ五   | 夕焼け稲荷               | まつもとよしひさ | まつもとよしひさ | 安達祐輔 山村俊了 亀田朋幸 飯飼一幸 西川真人                                                              | 大久保義之          | 2月3日        |
| 其ノ六   | 泡沫今昔                 | 大森英敏         | 粟井重紀         | TripleA                                                                                                   | 天﨑まなむ          | 2月10日       |
| 其ノ七   | 誰そ彼の、のぞき鏡       | ボブ白旗         | 渡辺正彦         | 重松しんいち 飯飼一幸 aXisRae 山村俊了 西川真人                                                           | 大久保義之          | 2月17日       |
| 其ノ八   | 猫と迷い子               | 西澤晋           | 吉田俊司         | 清水勝祐 亀田朋幸 山村俊了 重松しんいち aXisRae 安達祐輔 蒼依ふたば                                       | 天﨑まなむ          | 2月24日       |
| 其ノ九   | 濡れ羽色の嵐             | まつもとよしひさ | まつもとよしひさ | 安達祐輔 山村俊了 飯飼一幸 西川真人 青野厚司                                                              | 大久保義之          | 3月2日        |
| 其ノ十   | 思ほゆの棚               | 松園公           | 浅見松雄         | 扇多恵子 木下由美子 飯飼一幸 松下清志 鎌田耕一 森悦史                                                     | 西田美弥子          | 3月9日        |
| 其ノ十一 | あおい黎明               | 木村延景         | 萬願寺千華       | 清水勝祐 重松しんいち aXisRae 蒼依ふたば 天﨑まなむ 亀田朋幸 菊池隼也 山村俊了 安達祐輔                   | 西田美弥子          | 3月16日       |
| 其ノ十二 | 万里に渡る灯火           | 西澤晋           | 渡辺正彦         | 飯飼一幸 西川真人 青野厚司 大久保義之 清水勝祐 亀田朋幸 山村俊了 重松しんいち aXisRae 安達祐輔 蒼依ふたば | 天﨑まなむ          | 3月23日       |

### 放送局
| 放送期間               | 放送時間                     | 放送局       | 対象地域 | 備考                                 |
| ---------------------- | ---------------------------- | ------------ | -------- | ------------------------------------ |
| 2024年1月6日 - 3月23日 | 土曜 0:00 - 0:30（金曜深夜） | TOKYO MX     | 東京都   |                                      |
|                        |                              | 群馬テレビ   | 群馬県   |                                      |
|                        |                              | とちぎテレビ | 栃木県   |                                      |
|                        |                              | BS11         | 日本全域 | 製作参加 / BS放送 / 『ANIME+』枠     |
| 2024年1月8日 - 3月25日 | 月曜 23:00 - 23:30           | AT-X         | 日本全域 | CS放送 / 字幕放送 / リピート放送あり |

| 配信開始日   | 配信時間                   | 配信サイト                                                                                     |
| ------------ | -------------------------- | ---------------------------------------------------------------------------------------------- |
| 2024年1月6日 | 土曜 0:00（金曜深夜） 更新 | U-NEXT ABEMA アニメ放題                                                                        |
| 2024年1月8日 | 月曜 12:00 更新            | dアニメストア FOD バンダイチャンネル Hulu Lemino Prime Video ニコニコチャンネル Netflix DMM TV |
|              | 月曜 22:30 更新            | ニコニコ生放送                                                                                 |
| 2024年1月9日 | 火曜 0:00（月曜深夜） 更新 | TELASA J:COM STREAM見放題 auスマートパスプレミアム milplus見放題パックプライム                 |

### BD / DVD
| 巻 | 発売日        | 収録話          | 規格品番      | 規格品番      |
| 巻 | 発売日        | 収録話          | BD            | DVD           |
| -- | ------------- | --------------- | ------------- | ------------- |
| 1  | 2024年3月20日 | 第1話 - 第2話   | ANZX-17201/2  | ANZB-17201/2  |
| 2  | 2024年4月24日 | 第3話 - 第4話   | ANZX-17203/4  | ANZB-17203/4  |
| 3  | 2024年5月29日 | 第5話 - 第6話   | ANZX-17205/6  | ANZB-17205/6  |
| 4  | 2024年6月26日 | 第7話 - 第8話   | ANZX-17207/8  | ANZB-17207/8  |
| 5  | 2024年7月31日 | 第9話 - 第10話  | ANZX-17209/10 | ANZB-17209/10 |
| 6  | 2024年8月28日 | 第11話 - 第12話 | ANZX-172011/2 | ANZB-17211/2  |